# Armin Schwarz
Armin Schwarz (ur. 16 lipca 1963 w Neustadt an der Aisch) – niemiecki kierowca rajdowy. Pierwszy raz startował w 1983. Mistrz Niemiec 1987. W mistrzostwach świata zadebiutował na Rajdzie Wielkiej Brytanii 1988 w Audi 200 Quattro. Jego jedyne zwycięstwo w mistrzostwach świata to Rajdu Katalonii 1991. Rajdowy Mistrz Europy sezonu 1996. W sezonie 2005 kierowca fabryczny zespołu Škoda. Jego pilotem był Klaus Wicha. Po 18 latach w sierpniu 2005 zakończył karierę.
Aktualnie jest ekspertem w przekazach z rajdowych mistrzostw świata w niemieckiej stacji telewizyjnej RTL. W 2006 roku przejął rolę menadżera austriackiego zespołu Red Bull Rally Team.
Sezon 2005:

8. miejsce – Rajd Australii